# Hertha Jugl-Jennewein
Hertha Jugl-Jennewein (* als Hertha Duschek; 21. Februar 1920 in Wien; † 24. Juni 1997 ebenda) war eine österreichische Malerin und Journalistin.

## Ausbildung
Hertha Jugl-Jennewein studierte nach ihrer Matura an einem Realgymnasium ab Oktober 1946 an der Akademie der bildenden Künste Wien in der Klasse von Robin Christian Andersen, bei dem sie auch Privatunterricht nahm. Im Juni 1950 erhielt sie ihr Abschlusszeugnis als akademische Malerin mit folgendem Wortlaut: „Frau Jennewein ist sehr talentiert und fleissig und hat eine ausgezeichnete Gesamtleistung. Durch ihre grosse Arbeitsfreude und den tiefen Ernst in der Arbeit wird es ihr möglich sein, das von ihr gesteckte Ziel zu erreichen.“

## Künstlerische Verbindungen
Von 1947 bis 1953 stand sie in engem künstlerischem Gedankenaustausch mit dem Studienkollegen und späteren Mitglied der Wiener Secession Rudolf Hradil. Rund 30 ausführliche Briefe sind erhalten, in denen er seine Lehrer und Kollegen charakterisierte, Schwierigkeiten und Erfolge beim Malen beschrieb, sich mit ihr über Ideen beriet, Pläne diskutierte und ihr Entwürfe zeigte. In ihrem Nachlass befindet sich außerdem Hradils Stillleben Krug mit Ranunkelstrauß von 1949, das sie von ihm als Geschenk erhielt.
Weitere Freunde und Briefpartner aus Kunst und Kultur waren Heimito von Doderer Anfang der 1960er-Jahre, der Journalist und Autor Dietmar Grieser und der Dramatiker W. Somerset Maugham.

## Werk
Von 1966/1967 stammt ein Selbstbildnis (Öl auf Holz, 49,5 × 34,5 cm, Privatbesitz). 1968 malte sie den Japanologen Peter Pantzer (Öl auf Leinwand, Privatbesitz). Ein Bild der Wiener Schottenkirche mit dem danebenstehenden Schubladenhaus und der Schottenapotheke schenkte sie der Schottenpfarre, allerdings ist es verschwunden. Auch die meisten ihrer früheren Werke sind verschollen. 
Sie signierte ihre Bilder entweder nicht oder mit dem Kürzel „HJ“, nach ihrer zweiten Eheschließung mit „HJJ“. Aus familiären und wirtschaftlichen Notwendigkeiten gab sie das Malen schließlich auf und arbeitete rund 20 Jahre lang unter dem Pseudonym Madame Coeur regelmäßig als „Briefkastentante“ für die Wochenzeitung Der Samstag.

## Privates
In erster Ehe war sie mit dem Saxophonisten Kurt Jennewein (1917–1944) verheiratet, der 1944 als Oberfeldwebel der Wehrmacht in Russland fiel. Aus dieser Ehe hatte sie die Söhne Kurt und Michael. Im Februar 1951 heiratete sie Paul Jugl (1908–1989) standesamtlich, 1965 auch kirchlich.
Sie ist am Döblinger Friedhof bestattet.